# Junosuando
Junosuando – miejscowość (tätort) w Szwecji, w regionie administracyjnym (län) Norrbotten, w gminie Pajala.
Junosuando leży nad rzeką Torne, około 44 km na północny zachód od Pajali. W pobliżu wsi z Torne wypływa rzeka Tärendöälven, która uchodzi do Kalixälven.
Według danych Szwedzkiego Urzędu Statystycznego liczba ludności wyniosła: 314 (31 grudnia 2015), 281 (31 grudnia 2018) i 288 (31 grudnia 2019).